# McBride Island
McBride Island – niezamieszkana wyspa w Zatoce Frobishera, w Archipelagu Arktycznym, w regionie Qikiqtaaluk, na terytorium Nunavut, w Kanadzie. W pobliżu McBride Island położone są wyspy: Algerine Island, Alligator Island, Frobisher's Farthest, Mitchell Island, Pan Island i Pink Lady Island.